# プリーディー・パノムヨン
プリーディー・パノムヨン（タイ語: ปรีดี พนมยงค์; 英語: Pridi Banomyong、1900年5月11日 – 1983年5月2日）、または プラディットマヌータム男爵（タイ語: หลวงประดิษฐ์มนูธรรม, 英: Luang Praditmanutham）はタイの政治家、首相。タンマサート大学の創立者でもあり、「タイ民主主義の父」とも称される。

## 家系
プリーディーの自叙伝『Pridi Banomyong―Pridi by Pridi, Selected Writings on Life, Politics and Economy』によると、5代前の祖先ヘンは、 広東澄海県（現.広東省汕頭市澄海区）の生まれで、アユタヤ朝最後の王スリヤートアマリン治下のシャムに、妊娠した妻を残したまま来訪した。ヘンは中華系の王タークシンの下で、傭兵として働き、1767年のビルマによる侵攻を撃退などしたが、後に、戦死した。タークシン王は、安否を問う家族からの手紙に、慰労金を贈った。 その息子センは、中国で農民として生涯を終えることを選んだ。
しかし、センの息子であるタン・ナイ・コック （中国語名:陳盛于/陈盛于; Chen Chengyu; Tan Sêng-u),は、澄海県に生まれたが、1814年ラーマ2世治下のシャムに移民し、アユタヤに住んで、中国とタイの料理技術を組み合わせて工夫した菓子を売り生計を立てた。敬虔な仏教徒であったナイ・コックは、タイ人女性ピンと結婚する。ピンの姉妹ボーマはプリーディの妻ポーンスックの祖先に当たる。なお、ナイ・コックの「ナイ（นาย）」は下級ではあるが身分あるものであることを意味するバンダーサックであるので、相当の成功を収めたことがうかがわれる。彼らの息子であるナイ・コエットは、華僑の富豪の娘クムを妻とした。ナイ・コエットが死去したとき、彼の妻は遺体をパノムヨンの丘に火葬し埋葬し、それが、タイ姓の始原となった。その息子ナイ・シアンは、コメ商人となり、ルックチャンを妻とした。その子がプリーディーである。ナイ・シアンは、1866年に姓をタイ風のパノムヨンに改めた （ナイ・シアン自身は中国移民であったとの説もある）。

## 経歴

### 生い立ち
プリーディーはアユタヤで5人兄弟の上から2番目の子として生まれる。なお、この他に父の妾腹の兄弟が2人いる。1915年、ラーマ6世の勅令により、一家は「ナイ」を名乗れなくなった。
法務省法律学校を19歳で卒業し弁護士資格を取得、政府より奨学金を得て、パリ大学にて、法学と政治学を学び、1927年にシャムに帰国、法務省に勤務する。政府内では、法案起草局長官や法務省法律学校講師を務め、1929年ラーチャティンナナーム（欽錫名）プラディットマヌータム男爵 (タイ語: หลวงประดิษฐ์มนูธรรม)を下賜される。しかし、その裏で、フランス留学の頃から、絶対王政を廃し、立憲君主制に移行を志向する約50人の官僚と軍人を組織し始めていた。その中には、彼の政治上の生涯のライバルとなるピブンことプレーク・ピブーンソンクラームも含まれていた。

### 人民党と立憲革命
1932年6月24日、プリーディーが指導する小政党人民党は、電光石火のクーデターにより、150年にわたるチャクリ朝の絶対王政に終止符を打った（立憲革命）。プリーディーは、この憲法を起草し、ラーマ7世に署名させ、第1次マノーパコーンニティターダー伯爵（マノーパコーン）内閣で国務大臣に就任した。
こうして、絶対王政を打倒した人民党であったが、政権をとると程なく路線対立が表面化し、政局が不安定なものとなった。その契機となったのは、プリーディによる「経済計画大綱」であった。これは、フランス留学期に社会主義の影響を受けたプリーディーが土地の国有化、労働者の公務員化といった政策により、経済活動を国家管理し、華僑資本等からの民族経済活動の独立を期したものであった。しかしこの政策は、ソヴィエト的社会主義を志向するものとして国王から強い非難を受け、人民党内でも穏健派であるマノーパコーン首相や軍出身の閣僚も反対し、プリーディーが率いる急進派と対立を深めた。
1933年4月、急進派は、本政策を国会で強行可決する勢いであったが、マノーパコーン首相が急遽国会を停止し、共産主義を取り締まる法律を制定、その結果、プリーディーはフランスへ逃亡した。

### 政治生活
しかし、プリーディー出国後の人民党はさらに内部対立を深め、1933年6月21日クーデターにより、プリーディーを追放したマノーパコーン内閣は倒れ、陸軍大佐パホンポンパユハセーナー伯爵（パホン）が後継となり内閣を構成、同月29日プリーディーを呼び戻し、内務大臣として入閣させた。以来、1935年から1937年にかけ外務大臣、1938年に財務大臣と要職を歴任した。
また、1934年にタンマサート大学を創立している。
外相在任中、プリーディーは、12ヶ国との間で治外法権の撤廃条約の締結に成功している。これらの条約によって、ラーマ4世在位中に締結された裁判権と関税自主権に関する不平等条約を撤廃し、タイは完全な独立を回復できたとされる。一方で、国王ラーマ7世はプリーディーらの政策に不満であり、1934年病気を理由にヨーロッパへ出国、翌年、そのまま退位を宣言。代わって、9歳のラーマ8世が即位するが、王はスイス留学中であり、即位後もそのまま留学を継続したため、タイは長く国王不在の状況となった。
人民党の初期において、ピブンとは良好な関係を保っていたが、次第に関係が悪くなっていった。この頃、日本軍はフランス領インドシナに進駐するなど、タイに接近するようになっていたが、プリーディーは左翼的であるのと同様に反日的であり、ピブンの日本に対する軍事的なすりよりに対しては敵意を示していた。この2つの正反対の性格が、第二次世界大戦時アジアで急拡大する日本軍に対するタイの行く末を決めることとなった。

### 自由タイ
1941年12月8日、太平洋戦争の一環として大日本帝国が、東南アジアへの進攻を開始した。タイへの侵攻は、陸からはフランス領インドシナから国境を越えたものと、又、海上からの上陸もあった。タイ政府は、最初は抵抗したものの、日本国軍隊のタイ国領域通過に関する協定を締結し、マレー戦争等の連合国攻撃のために、国内を通過し、軍事基地を使用することにしぶしぶ合意した。
翌年1月、ピブン首相は、英国と米国に対して宣戦を布告した。当時、プリーディーは、3人いる摂政（当時、国王はスイスに留学中であった）の内の一人として事実上降格されていたが、行方をくらまして署名しなかった。この行為自体は後にタイの宣戦布告が無効であるという主張の根拠となる。
プリーディーはタイで反日地下組織である、自由タイ運動『セリ・タイ』のネットワークを築く。コードネーム「ルース」として、同盟国や英米において活動する抗日戦線と連絡を取り合った。戦争が進行し日本の敗色が濃くなると、タイ国民の不満は拡大し、1944年ピブンは首相を辞任する。
自由タイの一員でもある文民政治家クアン・アパイウォンが、「日本人をごまかす能力」を買われ首相に就任、占領日本軍と良好な関係を保ちつつ、プリーディーとともに自由タイ運動を背後で支援した。最終的に日本が降伏すると、自由タイは、速やかに主導権を握り、「戦前の状態への回復」を指向し、摂政であるプリーディーは、「宣戦布告は不法で無効である」と主張し、ピブンが日本との間で結んだ協定を全て拒絶した。

### 戦後処理
国王ラーマ8世が1945年12月に帰国すると摂政職を辞任し、タウィー・ブンヤケートとセーニー・プラーモートという文民内閣期に正式に元老及び名誉顧問の地位についた。
1946年3月、同年1月に選出されたばかりの首相クアン・アパイウォンが辞任すると、プリーディーは混乱しきった政局を収集するために首相の座に着いた。プリーディー内閣での最初の数ヶ月は、ピブンに対する軍事法廷を法解釈により成立させないということに費やされた。
そうしているうち、首相在任中のプリーディーは前代未聞のスキャンダルに見舞われる。1946年6月9日、ラーマ8世が、バンコク宮殿のベッドで死んでいるのが発見されたのである。死因は、頭を銃で撃ち抜かれたというものであった。同年10月、調査委員会は、王の死は事故であるはずはないが、自殺か他殺かは判別できないとの結論しか導けなかった。その後の総選挙において、敵対するクワンが率いる民主党は、プリーディーがこの陰謀に加担し、さらにタイを共和国にしようとしていたのだという噂を広げた。総選挙後、プリーディーは首相を辞任し、再び元老となり外遊し、蔣介石中華民国大総統やトルーマン米国大統領と会談している。
1947年11月8日、ピン・チュンハワン中将とカート・カートソンクラーム大佐に率いられた陸軍の部隊が、バンコクの政府設備を占拠し、タワン・タムロンナーワーサワット政権を打倒（タイ・クーデター）した。この背後にいたピブンは、政治的復活を果たした。一方、クーデター勢力はプリーディーを逮捕しようと、チャオプラヤ河畔の邸宅に迫ったが、プリーディーは、逃亡後であった。当初は、海軍のサタヒープ基地に身を隠したが、海軍に責が及ぶのを恐れて、イギリス及びアメリカ大使館付海軍武官の助けでシェル石油のタンカーに乗ってシンガポールに潜行した。しかし、イギリスとアメリカは、プリーディーらによる「クーデタ・グループ」打倒の運動に対して協力はしなかった。
クーデター勢力は、国内外の信用を得るため、当初、文民であるクワンを首班としたが、翌年には圧力をかけ退陣させ第3次ピブン内閣を成立させた。ピブンは、ラーマ8世怪死事件について、ラーマ8世の侍従チャリアオ・パトームロスと国王の小姓2名（チット・シンガセニ、ブット・パタマサリン）を逮捕した。拷問を交え、弁護人は中途で辞任し、後任の弁護士は反逆罪で逮捕されるなど異常な裁判であったが、一審は致命傷を与えたものは被告の中にいないとの判決が下された。しかし、同時にチットに有罪判決を下した。チットはこの判決を控訴、控訴院においてチットの控訴を棄却し、二重の危険を犯してブットも有罪とした。最高裁判所は、控訴審を維持した上チャリアオも有罪とし、三人は数年後処刑された。
伝記作者ウィリアム･スティーブンソンによれば、ラーマ9世は、プリーディーが兄であるラーマ8世の死にかかわってはいないと信じていると彼に語ったと言っている。しかし法廷での彼の証言によると、彼はラーマ8世と、プリーディー及び彼の一派との間の対立の噂に関する意見は得られなかった。
プリーディーは、ホー・チ・ミン率いるベトナム独立運動を支援していたが、冷戦の影が戦後の東南アジアに差し始めるようになると、タイは合衆国とソ連という覇権国からの注目を浴びるようになった。1949年中華人民共和国が成立し、ベトミンが抗仏戦争を始めると、合衆国をはじめとした多くの人々から、プリーディはタイにおいて共産党を支援しているのではないかと疑われるようになった。プリーディーの政策は議論を呼び、ピブンによって権力の場から追放されたクーデターの原因となった。

### 失脚と亡命生活
1949年2月26日には、プリーディーが政権奪回を目指してクーデタを敢行した。いわゆる「王宮反乱」である。
海軍は、もともと自由タイのプリーディー派を支援した経緯がある。また、海軍幹部の多くは 47年陸軍主導のクーデタに不満を抱き、ピブンを首相として容認しなかった。1948年10月1日の「参謀反乱」を契機に、プリーディー・自由タイ派は政権奪回に動き出し、海軍はこれに合流した。ピブンはこうした不穏な動きに気づき、1949年2月23日非常事態宣言を発表した。広東から潜入したプリーディーはプリーディー派と海軍の支援を得て、26日にクーデタを決行し、王宮を占拠した。かれらは宣伝局のラジオでディレーク・チャイヤナームを首相とする閣僚人事を発表した。しかし、反乱はまもなく陸軍に制圧された。クーデタの失敗の結果、プリーディーは再び国外に逃亡。その後、東北タイの国会議員などがプリーディーの一味として粛清され、プリーディーの政治生命は終焉、下賜名プラディットマヌータム男爵も剥奪された。
プリーディーはシンガポールを経由して中国へ亡命し、2度とタイの土を踏むことはなかった。彼は中国で21年生活して毛沢東と周恩来や鄧小平など中国共産党幹部と親交を深め、文化大革命が起きた1970年に中国から離れてフランスに渡り、そこで余生を送り、1983年5月2日パリ近郊の自宅にて逝去した。

## 評価

### プリーディーが遺したもの

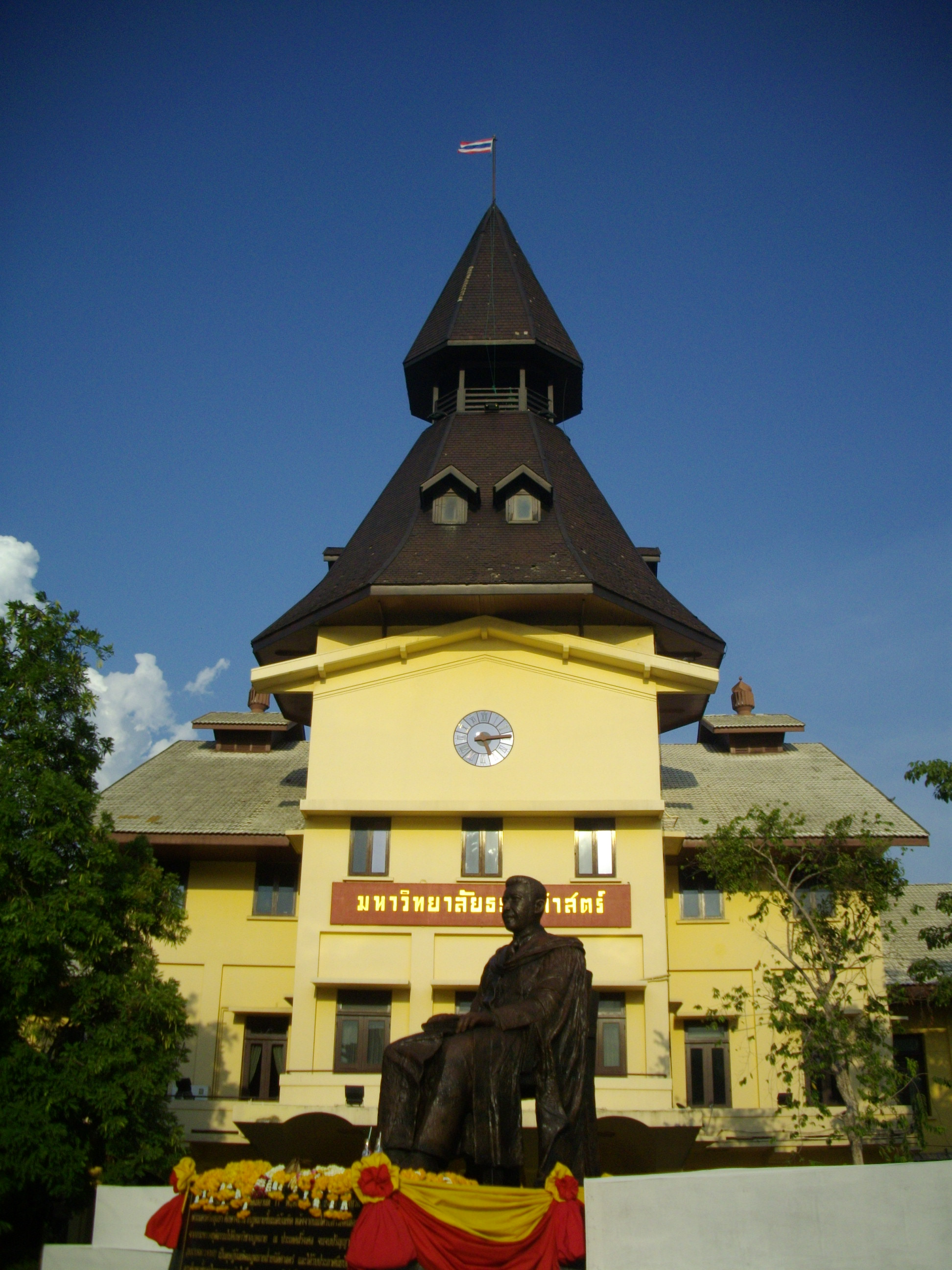
プリーディー像、於バンコックタンマサート大学,、彼の執務室は像の真後ろである。

第二次世界大戦前後のタイにあって、最も影響力をもった政治家は、「永久宰相」とあだ名されたピブンであることは、多くの賛同を得ることであろうが、プリーディは、もう一方の極であったと言える。二人は、同時期にフランスに留学し（但し、年齢はピブンの方が13歳年上）、タイの旧体制を憂慮し、人民党を結成、立憲革命を起こして、協働して絶対王政を打倒した。しかしその後、プリーディーが文民として、急進的ともいえるリベラルな政治を志向したのに対して、軍人であるピブンは、軍を背景とした民主主義のプロセスから離れることもいとわない独裁的な手法の下、現実的な路線をとるという、両極端の途に分かれた。なお、二人とも結局故国を追われプリーディーは亡命先のフランスで、一方ピブンは日本で客死するという共に不運な末路を遂げている。
プリーディーはタイの歴史において、二つの対立する姿を残している。ひとつは、1932年立憲革命の 指導者としてのものであり、ここでも相反する面を見せている。国王と王政を厳しく批判した「革命宣言」は、彼の起草によるものである。にもかかわらず、ラーマ8世が即位するとその摂政の職についており、タイ国共産党とは、公的に一線を画していた。
軍政下において、プリーディーは、そのリベラルな信条から、「共産主義者」に擬せられ、ラーマ8世の謎の死においては批判と嫌疑の目にさらされた。 右派勢力は、プリーディーを、若く人気のある君主を担ぎ出そうとしているのだと批判し、この批判は、1957年のクーデターで頂点に達する。
後に、セーニー・プラーモートは、戦後タイはイギリスの植民地支配を受けようとしており、プリーディーは受け入れようとしていたが、それから救ったと証言している。ブリストル大学教授ナイジェル・ブレイリーは、自由タイ運動はほとんどペテンのようなもので、そこで果たしたプリーディーの役割についても懐疑的である、即ち、「プリーディーが、政治信条として連合軍に接近したのかは疑問である、というのも、1942年8月をずっと遡って、彼の抗日的な態度はピブンへの対抗心の表れのように見える。」と主張する。
プリーディーは、ピブンを権力の座から追い落としたかったのは間違いないし、戦争の結果そうすることもできた。プリーディーには、戦前、枢軸国と共同することがピブンに有利に働き、彼の独裁制を強化するものであることは明白であった。日本国がプリーディーの敵愾心を認識し、そのことで、1941年12月内閣を去らせることになるが、セーニーや英国内での抗日運動の首領であったスパサワット王子から、前英国大使ジョサイア・クロスビーにいたるまで、全ての知識人が、プリーディーが民主的抵抗の旗手として立ち上がるであろうと期待したのも当然であった。
近年、保守的王党派の政治家スラック・シワラック  （th:สุลักษณ์ ศิวรักษ์）がプリーディーのもっとも熱心な支持者として台頭している。自由タイ運動がタイの主権を維持することとなったのは、やはり事実として、プリーディーに対する生前の批判については、1947年に政権に復帰したピブンら軍部と、セーニー及び彼の率いる民主党の共同謀議であったと逆に批判している。
スラックは、プリーディーの偉業に対する名誉回復に努めている。その結果、バンコクの4つの通りにプリーディーの名に因み命名された。うち3つはソイ・プリーディー・パノムヨン、もうひとつは下賜名に因むプラディットマヌータム通りである。  彼の誕生日である5月11日はプリーディー・パノムヨン記念日とされている。1997年、タイ政府はバンコクの東に自由タイ運動を記念する公園を整備、2003年8月16日、公園内に戦時中プリーディーの屋敷を模した図書館兼資料館を建設した。 
1999年10月30日、ユネスコは、プリーディー・パノムヨンを、彼の業績のみならず、彼の理想と政治姿勢の高潔さに敬意を表して、2000年を生誕100年として世界の偉人と歴史的事件のカレンダーに加えた。

## プリーディに因む施設等
- プリーディー・パノムヨン記念館は、故郷のアユタヤとタンマサート大学の2箇所にある。
- タンマサート大学には、さらに、プリーディー・パノムヨン図書館とプリーディー・パノムヨン国際学部がある。
- トゥラキット・バンディット大学 法学部は、プリーディー・パノムヨン法律学校と呼ばれている。
- コノハドリの一種が、「プリーディー (学名:Chloropsis aurifrons Pridii)」と名づけられている。
- 非営利学術研究所であるプリーディー・パノムヨン研究所があり、プリーディー・パノムヨン講座を開講しており、当初はプリーディー・パノムヨン記念日に行っていたが、最近、1932年の立憲革命での役割を記念して6月24日に開講している。

## 受勲歴

### 国内受勲
- 1933年 -  憲法擁護者勲章[14]
- 1937年 -  勲特等：特等ナイト・グランド・コルドンタイ王冠勲章[15]
- 1938年 -  ラーマ8世王室鍵勲章[16]
- 1939年 -  ドゥシュディ・マラ軍事勲章[17]
- 1941年 -  勲特等：特等ナイト・グランド・コルドン白象勲章[18]
- 1945年 -  勲特等ナイト・グランド・コルドンチュラチョームクラーオ勲章[19]
- 1945年 -  九宝石勲章[19]

### 国外受勲
- 勲一等旭日大綬章 (日本)
- レジオンドヌール勲章グランクロワ (フランス)
- レオポルド勲章 (ベルギー)
- 聖マウリッツィオ・ラザロ勲章大十字騎士章 (イタリア)
- 聖マイケル・聖ジョージ勲章 (連合王国)
- 金椰子付自由勲章 (アメリカ合衆国)
- ワサ勲章グランドクロス (スウェーデン)
- ドイツ鷲勲章 (ドイツ)